# Apai Andrea
Apai Andrea (1981. március 31.[forrás?] –) magyar labdarúgó, középpályás.

## Pályafutása
1999–2000-ben a Renova bajnoki bronzérmes csapatának a középpályása volt. A 2002–03-as idényben ezüstérmet szerzett a László Kórház csapatával és ezután visszavonult az aktív játéktól.

## Sikerei, díjai
- Magyar bajnokság
  - 2.: 2002–03
  - 3.: 1999–00